# Caitlyn Schrepfer
Pour les articles homonymes, voir Schrepfer.
Caitlyn Schrepfer est une footballeuse freestyle américaine née le 4 avril 1996.

## Carrière
En 2016, alors qu'elle est une des rares freestyleuses au monde, elle participe aux championnat du monde Red Bull Street Style à London au Royaume-Uni et se classe 3ème.
En 2017 elle est classée 3ème au niveau mondial.
En 2018 elle est classée 1ère aux USA et 2ème dans le monde, et joue son propre rôle dans Around the World Freestyle Football, documentaire sportif de David Amouzegh, Tom Cheve et Clement Reubrecht.
En 2020, elle est invitée à participer à l'épisode intitulé Ryan's Freestylin' Playdate de la série américaine pour enfants Ryan's Mystery Playdate (en) en compagnie de Lisa Calderon, autre freestyleuse, créée par Albie Hecht pour Nickelodeon.
En 2021 à Valence, elle dispute sa quatrième finale mondiale Red Bull Street Style.
En 2022 elle est sélectionnée pour le prix du public et remporte le Red bull Street Style 2022,.